# Shōgun (série télévisée)
Pour les articles homonymes, voir  Shogun.
Ne doit pas être confondu avec Shogun (mini-série).
Production
Diffusion
Shōgun est une série télévisée américaine créée par Rachel Kondo et Justin Marks, diffusée depuis le 27 février 2024 sur FX et la plateforme de streaming Hulu. À l'international, elle est disponible en streaming sur Star via Disney+.
Il s'agit d'une adaptation du roman Shōgun (1975) de James Clavell — lequel a déjà été adapté dans une mini-série diffusée en 1980, avec Toshirō Mifune et Richard Chamberlain.
En mai 2024, alors qu'elle était conçue comme une mini-série, elle est finalement renouvelée de deux saisons supplémentaires.

## Synopsis
Japon, an 1600. À sa mort un an auparavant, le Taïko Nakamura Hidetoshi, dirigeant d'un Japon unifié après une longue période de crise, ordonna la création d'un Conseil des Régents pour diriger le pays jusqu'à ce que son fils fût en âge de lui succéder. Mais très vite, les rivalités s'exacerbent entre les membres du Conseil, en particulier entre les Daimyos Yoshi Toranaga, charge des relations internationales, et Ishido Kazunari, gardien du château impérial d'Osaka. Alors qu'Ishido parvient à retourner le Conseil contre Toranaga, un navire néerlandais, l’Erasmus, s'échoue sur les côtes japonaises et les survivants de l'équipage sont capturés, dont John Blackthorne, pilote maritime du navire, anglais et protestant. Le Japon étant en partie sous l'influence commerciale et religieuse du Portugal catholique à cette époque, avec l'arrivée de ces nouveaux étrangers, Toranaga comprend que les catholiques et protestants sont en désaccord. Y voyant une opportunité de retourner la situation à son avantage, il emploie comme traductrice dame Mariko, une catholique ayant suivi les enseignements des Jésuites portugais. Les événements qui suivront l'arrivée de Blackthorne vont bouleverser le destin du Japon tout entier et permettre à Toranaga d'accéder au titre suprême qui lui confèrera le pouvoir absolu : Shogun.

### Fiche technique
Sauf indication contraire, les informations mentionnées dans cette section peuvent être confirmées par la base de données cinématographiques IMDb,  présente dans la section « Liens externes ».
- Titre original et français : Shōgun
- Création : Rachel Kondo et Justin Marks
- Réalisation : Charlotte Brändström, Hiromi Kamata, Emmanuel Osei-Kuffour, Frederick Toye et Jonathan van Tulleken
- Scénario : Shannon Goss, Maegan Houang, Rachel Kondo, Matt Lambert, Justin Marks, Caillin Puente et Emily Yoshida
- Musique : Nick Chuba, Atticus Ross et Leopold Ross (en)
- Direction artistique : Chris Beach, Peter Bodnarus, Andrew Li et Grant Van Der Slagt
- Décors : Helen Jarvis
- Costumes : Carlos Rosario
- Photographie : Sam McCurdy, Marc Laliberté, Christopher Ross et Aril Wretblad
- Son : James Gallivan
- Montage : Maria Gonzales, Aika Miyake et Thomas A. Krueger
- Casting : Laura Schiff et Maureen Webb
- Production : Hiroyuki Sanada, Erin Smith, Jamie Vega Wheeler et Tom Winchester
- Production exécutive : Edward L. McDonnell, Timothy Van Patten, Jonathan van Tulleken, Michaela Clavell, Michael De Luca, Eugene Kelly, Andrew Macdonald et Allon Reich
- Sociétés de production : DNA TV, Michael de Luca Productions et FXP
- Sociétés de distribution : FX Networks et Hulu (États-Unis) ; Disney+ (mondial)
- Budget : n/a
- Pays de production :  États-Unis
- Langue originale : anglais, japonais
- Format : couleur
- Genre : drame historique
- Nombre de saisons : 1
- Nombre d'épisodes : 10
- Durée : 53 à 70 minutes
- Dates de première diffusion :
  - États-Unis : 27 février 2024 sur FX et Hulu
  - France : 27 février 2024 sur Disney+
  - Québec : n/a  sur Disney+

## Distribution

### Acteurs principaux
- Hiroyuki Sanada : Daimyo Yoshii Toranaga, suzerain de la Région du Kantō et membre du Conseil des Régents
- Cosmo Jarvis (VF : Charlie Beaubourg) : John Blackthorne (en), pilote maritime protestant et prisonnier de Toragana
- Anna Sawai (VF : Joy Feldman) : Dame Mariko, traductrice et amante de Blackthorne
- Tadanobu Asano : Kashigi Yabushige, seigneur ambitieux du fief d'Izu et vassal de Toranaga
- Takehiro Hira : Daimyo Ishido Kazunari, membre du Conseil des Régents et rival de Toranaga
- Tommy Bastow (en) (VF : Frédéric Philippe) : Père Martin Alvito, père jésuite et professeur de Dame Mariko
- Fumi Nikaidō : Ochiba No Kata, consort du défunt Taïko

### Acteurs récurrents
- Tokuma Nishioka (ja) : Toda Hiromatsu, général et confident de Toranaga
- Ako : Daiyoin / Dame Iyo, veuve du défunt Taïko
- Shinnosuke Abe (ja) : Toda Hiroshige, dit "Buntaro", mari de Mariko
- Yukijirō Hotaru : Taïko Nakamura Hidetoshi (en flashback)
- Yasunari Takeshima (ja) (VF : Marc Perez) : Muraji, espion de Toranaga
- Hiroto Kanai (ja) : Koshigi Omi, neveu de Yabushige et samouraï du fief d'Ajiro
- Toshi Toda (de) : Sugiyama Josui, membre du Conseil des Régent
- Hiro Kanagawa : Igarashi Yoshimito, samourai de Yabushige
- Nestor Carbonell (VF : Bernard Gabay) : Vasco Rodrigues, pilote maritime du Vaisseau Noir
- Yuki Kura (ja) : Yoshii Nagakado, fils de Toranaga
- Moeka Hoshi (ja) : Usami Fuji, veuve affectée comme concubine à Blackthorne
- Yoriko Dōguchi (en) : Kiri No Kata, femme de Toranaga
- Yuka Kouri (ja) : Kiku, courtisane professionnelle
- Yuki Kedoin (ja) : Takemaru, samourai de Yabushige
- Mako Fujimoto : Shizu No Kata, consort de Toranaga
- Justin Louis (VF : Serge Biavan) : Capitaine Ferreira, commandant du Vaisseau Noir
- Joaquim de Almeida (VF : Patrick Raynal) : Père Domingo, franciscain
- Paulino Nunes (VF : Pascal Germain) : « Père Visiteur » Carlo Dell'Acqua, visiteur apostolique et ipso facto plus haut représentant de l'Église catholique au Japon.
- Yoshi Amao (en) : Sera, général de Toranaga

 Source et légende : version française (VF) sur RS Doublage

## Production

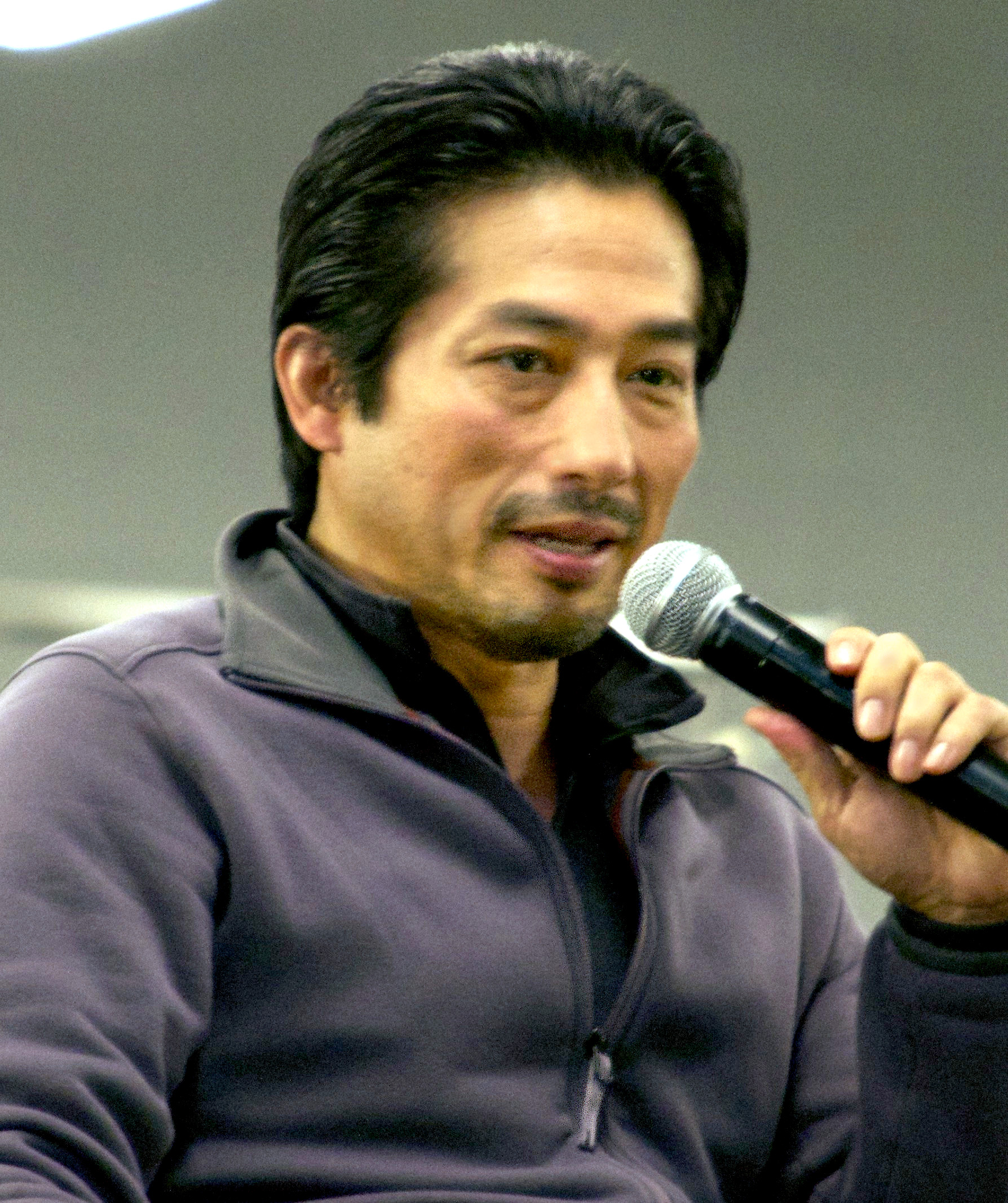
Hiroyuki Sanada, 2013.

### Genèse et développement
Lors de la tournée de presse annuelle de la Television Critics Association en août 2018, FX annonce la création d'une nouvelle adaptation du roman Shōgun de James Clavell. Andrew Macdonald, Allon Reich, Michael De Luca, Michaela Clavell, Tim Van Patten, Eugene Kelly et Ronan Bennett sont annoncés à la production, tout comme Rachel Bennette, Tom Winchester, Georgina Pope et Eriko Miyagawa. Ronan Bennett est également scénariste. Les sociétés FX Productions et DNA Television produisent la série. Il est annoncé que la série sera composée de dix épisodes,.
En janvier 2020, il est révélé qu'après le départ du scénariste original Ronan Bennett, qui n'était plus disponible pour continuer à travailler sur les scripts, ils ont repris le travail à zéro avec le nouveau scénariste et producteur exécutif Justin Marks, travaillant aux côtés de sa femme, la productrice superviseure Rachel Kondo. L'équipe d'écriture de la série comprend également la productrice Shannon Goss, Matt Lambert, l'éditrice de scénario Maegan Houang et la scénariste Emily Yoshida.
Cette adaptation par le couple Justin Marks et Rachel Kondo cherche à se différencier de ce qui avait déjà été produit pour la série de 1980 en étoffant les personnages japonais et en augmentant leur temps de parole en version originale. Ils espèrent ainsi être plus réalistes en n'adoptant pas un point de vue trop occidental, une critique faite contre la version de 1980 par les Japonais.

### Tournage
Le tournage devait débuter en mars 2019 au Japon et au Royaume-Uni, mais a été retardé car la chaîne estimait que la production n'était pas assez avancée et souhaitait viser plus haut.
Le tournage commence alors le 22 septembre 2021 à Vancouver. Il se déroule jusqu'au 2 juillet 2022, soit deux mois de plus que la durée prévue,.

## Épisodes

### Première saison (2024)
1. L'Anjin (Anjin) [12]
2. Serviteurs de deux maîtres (Servants of Two Masters)
3. Demain, c'est demain (Tomorrow is Tomorrow)
4. La Clôture à huit plis (The Eightfold Fence)
5. Obéir à son maître (Broken to the Fist)
6. Les Femmes du monde des fleurs (Ladies of the Willow World)
7. Le Temps d'un bâton d'encens (A Stick of Time)
8. Les Abysses de la vie (The Abyss of Life)
9. Le Ciel pourpre (Crimson Sky)
10. Le Rêve d'un rêve (A Dream of a Dream)

## Distinctions

### Récompenses
- Emmy Awards 2024[13] :
  - Meilleure série télévisée dramatique
  - Meilleur acteur pour Hiroyuki Sanada
  - Meilleure actrice pour Anna Sawai
  - Meilleur acteur invité dans une série télévisée dramatique pour Nestor Carbonell
  - Meilleur casting
  - Meilleure photographie
  - Meilleurs costumes
  - Meilleur maquillage et coiffure dans une série historique
  - Meilleur maquillage prosthétique
  - Meilleure musique originale
  - Musique originale du thème principal
  - Meilleur montage
  - Meilleurs décors
  - Meilleur mixage de son
  - Meilleurs effets spéciaux
  - Meilleures performances de cascade.
- Golden Globes 2025[14] : 
  - Meilleure série télévisée dramatique
  - Meilleur acteur dans une série télévisée dramatique pour Hiroyuki Sanada
  - Meilleure actrice dans une série télévisée dramatique pour Anna Sawai
  - Meilleur acteur dans un second rôle dans une série, une mini-série ou un téléfilm pour Tadanobu Asano